# Cephalostemon affinis
Cephalostemon affinis är en gräsväxtart som beskrevs av Friedrich August Körnicke. Cephalostemon affinis ingår i släktet Cephalostemon och familjen Rapateaceae. Inga underarter finns listade i Catalogue of Life.